# 馬休結魚
馬休結魚（Hypselobarbus mussullah）又稱駝背結魚，是鯉形目鯉科高鬚魮屬的一種。

## 特徵
體成側扁，背部的明顯駝背從頭到背鰭，再慢慢向尾鰭變為平緩。有一個又窄又厚且強而有力的嘴。體色大多為棕色，腹部偏白，鰭偶有黑色。可長到150公分並重達90公斤，而目前最達紀錄則高達183公分93公斤。

## 分布
僅分布於印度的西高止山脈流域。

## 習性
偏好高山上快速流動且清澈的溪流，為雜食性，以魚類為主食。